# Nick Mason's Saucerful of Secrets
Nick Mason's Saucerful of Secrets je britská rocková skupina bubeníka Nicka Masona, založená v roce 2018.

## Historie
Skupina byla vytvořena v roce 2018 bubeníkem Nickem Masonem a kytaristou Lee Harrisem pro koncertování s ranými skladbami Masonovy bývalé skupiny Pink Floyd. K těmto dvěma hudebníkům se připojili kytarista Gary Kemp ze skupiny Spandau Ballet, klávesista Dom Beken a dlouholetý spolupracovník Pink Floyd, baskytarista Guy Pratt. Podle Masona „nejsou tribute bandem“, ale chtěli „zachytit ducha éry“ druhé poloviny 60. let a přelomu 60. a 70. let 20. století. Doplnil také, že kytarista a zpěvák Kemp nemá být přímou náhradou za původního frontmana Pink Floyd Syda Barretta.
Svůj koncertní debut skupina absolvovala v květnu 2018 před pozvaným publikem v londýnském klubu Dingwalls, na což v následujících dnech navázala další tři malá vystoupení (pro několik málo stovek diváků) v klubu The Half Moon taktéž v Londýně. Díky kladnému přijetí ohlásila kapela na září 2018 evropské turné. V roce 2019 kapela kromě Evropy, včetně zastávky 25. července v Praze, koncertovala také v Severní Americe. Pro Masona to je první série živých koncertů od pinkfloydovského turné The Division Bell Tour v roce 1994.

## Obsazení
- Gary Kemp – kytara, zpěv
- Lee Harris – kytara, doprovodný zpěv
- Guy Pratt – baskytara, zpěv
- Dom Beken – klávesy
- Nick Mason – bicí, gong